# Дебово
Дебо́во (болг. Дебово) — село в Плевенській області Болгарії. Входить до складу общини Никопол.

## Населення
За даними перепису населення 2011 року у селі проживали 588 осіб.
Національний склад населення села:
| Національність   | Кількість осіб | Відсоток |
| ---------------- | -------------- | -------- |
| болгари          | 474            | 81,0%    |
| турки            | 82             | 14,0%    |
| цигани           | 25             | 4,3%     |
| Всього відповіли | 585            |          |

Розподіл населення за віком у 2011 році:
Динаміка населення: